# Мери Елизабет Мастрантонио
Мери Елизабет Мастрантонио (на английски: Mary Elizabeth Mastrantonio) (родена на 17 ноември 1958 г.) е американска актриса и певица.

## Биография
Прави бродуейския си дебют през 1980 г. в мюзикъла „Уестсайдска история“, а през 1983 г. играе първата си голяма роля във филма „Белязаният“. През 1986 г. играе ролята на Кармен във филма „Цветът на парите“, за която e номинирана за Оскар за най-добра поддържаща женска роля. Участва още в „Бездната“ (1989), „Робин Худ: Принцът на разбойниците“ (1991) и „Перфектната буря“ (2000). Играла е в сериалите „Безследно изчезнали“, „Закон и ред: Умисъл за престъпление“ и „Високо напрежение“.

### Личен живот
Мастрантонио е омъжена за режисьора Пат О'Конър от 1990 г. Имат двама синове.

## Избрана филмография
| година | филм                               | оригинално заглавие           | роля                  | режисьор          |
| ------ | ---------------------------------- | ----------------------------- | --------------------- | ----------------- |
| 1982   | Кралят на комедията                | The King of Comedy            | неупомената           | Мартин Скорсезе   |
| 1983   | Белязаният                         | Scarface                      | Джина Монтана         | Брайън Де Палма   |
| 1986   | Цветът на парите                   | The Color of Money            | Кармен                | Мартин Скорсезе   |
| 1989   | Бездната                           | The Abyss                     | Линдзи Бригман        | Джеймс Камерън    |
| 1990   | Жертви на съдбата                  | Fools of Fortune              | Мериан                | Пат О'Конър       |
| 1991   | Робин Худ: Принцът на разбойниците | Robin Hood: Prince of Thieves | Мариан Дюбоа          | Кевин Рейнолдс    |
| 1991   | Процес от класа                    | Class Action                  | Меги                  | Майкъл Аптед      |
| 1992   | Бели пясъци                        | White Sands                   | Лейн Бодин            | Роджър Доналдсън  |
| 1992   | По взаимно съгласие                | Consenting Adults             | Присила Паркър        | Алън Пакула       |
| 1995   | Три желания                        | Three Wishes                  | Джейн Холман          | Марта Кулидж      |
| 1995   | 25 цента                           | Two Bits                      | Луиза Спирито         | Джеймс Фоули      |
| 1999   | Лимбо                              | Limbo                         | Дона Де Анджело       | Джон Сайлс        |
| 1999   | Животът ми досега                  | My Life So Far                | Мойра (Мумси) Петигрю | Хю Хъдзън         |
| 2000   | Перфектната буря                   | The Perfect Storm             | Линда Гринлоу         | Волфганг Петерсен |
| 2011   | Досиетата Грим                     | Grimm                         | Кели Бъркхард         | НОРБЕРТО БАРБА    |